# ایوانا سرت
ایوانا سرت (انگلیسی: Ivana Sert؛ زادهٔ ۲۵ اکتبر ۱۹۷۹) بالرین، مجری تلویزیون، نویسنده، کارآفرین و مدل صربستانی-ترک است. وی از سال ۱۹۹۹ میلادی تاکنون مشغول فعالیت بوده‌است و به عنوان داور در شو تی‌وی شناخته می‌شود. او همچنین مؤسس برند ایوانا سرت می‌باشد.